# ناتالی باتالیا
ناتالی ام. باتالیا (انگلیسی: Natalie Batalha؛ زادهٔ ۱۴ مهٔ ۱۹۶۶) استاد نجوم و اخترفیزیک در دانشگاه کالیفرنیا، سانتا کروز است. او پیش از این به عنوان اخترشناس پژوهشی در بخش علوم فضایی مرکز تحقیقات ایمز ناسا فعالیت می‌کرد و در مأموریت کپلر، اولین مأموریت قادر به یافتن سیارات هم‌اندازه زمین در اطراف ستاره‌های دیگر، سمت‌های رهبر تیم علمی (۲۰۱۰–۲۰۱۲)، دانشمند مأموریت (۲۰۱۲–۲۰۱۶) و دانشمند پروژه (۲۰۱۶–۲۰۱۸) را بر عهده داشت. قبل از پیوستن به ناسا، باتالیا استاد فیزیک و نجوم در دانشگاه ایالتی سن خوزه بود (۲۰۰۲–۲۰۱۲).

## زندگی‌نامه
باتالیا در منطقه خلیج سانفرانسیسکو بزرگ شد و در دانشگاه کالیفرنیا، برکلی تحصیل کرد. اگرچه او ابتدا در رشته بازرگانی تحصیل می‌کرد، اما پس از اینکه فهمید پدیده‌های روزمره مانند تداخل لایه‌های نازک (علت ظاهر شدن رنگین‌کمان در حباب‌های صابون و گودال‌های روغنی) را می‌توان به صورت ریاضی توصیف کرد، به فیزیک تغییر رشته داد. در دوران کارشناسی، او به عنوان طیف‌نگار ستاره‌ای فعالیت می‌کرد و ستاره‌های شبیه به خورشید را مطالعه می‌کرد. پس از فارغ‌التحصیلی با مدرک کارشناسی فیزیک، او دکترای اخترفیزیک را از دانشگاه کالیفرنیا، سانتا کروز دریافت کرد و یک دوره فوق‌دکترا را در ریو دو ژانیرو، برزیل به پایان رساند.
دختر باتالیا به نام ناتاشا باتالیا نیز اخترشناس است. این دو دانشمند در پروژه‌هایی همکاری می‌کنند که سیارات فراخورشیدی کشف شده توسط تلسکوپ فضایی جیمز وب را کشف و توصیف می‌کنند.

## حرفه
در سال ۱۹۹۷، ویلیام بوروکی باتالیا را به تیم علمی اضافه کرد و او کار بر روی نورسنجی گذر را آغاز کرد. او از مرحله طراحی و تأمین بودجه در مأموریت کپلر مشارکت داشته و به عنوان یکی از محققان همکار اصلی، مسئول انتخاب بیش از ۱۵۰۰۰۰ ستاره تحت نظارت تلسکوپ بود. او اکنون به‌طور نزدیک با اعضای تیم در مرکز تحقیقات ایمز همکاری می‌کند تا سیارات قابل سکونت را از داده‌های مأموریت کپلر شناسایی کند. او تحلیل‌هایی را رهبری کرد که منجر به کشف کپلر-۱۰بی در سال ۲۰۱۱ شد، اولین سیاره سنگی تأیید شده خارج از منظومه شمسی.
در نوامبر ۲۰۱۷، مؤسسه علمی تلسکوپ فضایی ۱۳ برنامه را برای علم انتشار زودهنگام اختیاری مدیر (DD-ERS) در تلسکوپ فضایی جیمز وب انتخاب کرد. از مجموع ۴۶۰ ساعت رصد تخصیص یافته، پروژه باتالیا با عنوان «برنامه علم انتشار زودهنگام جامعه سیارات فراخورشیدی گذری» ۸۶٫۹ ساعت دریافت کرد که بیشترین سهم در بین تمام برنامه‌های DD-ERS در تلسکوپ فضایی جیمز وب بود. این ساعات رصد برای استفاده در پنج ماه اول عملیات تلسکوپ اختصاص یافته است.
باتالیا ابتکار اخترزیست‌شناسی UC سانتا کروز را رهبری می‌کند، یک ابتکار مشترک و بین‌رشته‌ای که به مطالعه منشأ، تکامل و توزیع حیات در جهان اختصاص دارد.
پس از پرتاب موفقیت‌آمیز تلسکوپ فضایی جیمز وب در سال ۲۰۲۱، باتالیا و تیمی از محققان شواهد غیرقابل‌انکاری از وجود دی‌اکسید کربن در جو یک سیاره فراخورشیدی یافتند. این تیم از تلسکوپ فضایی جیمز وب برای رصد سیاره‌ای به جرم زحل به نام WASP-39b استفاده کردند که بسیار نزدیک به یک ستاره شبیه به خورشید در فاصله حدود ۷۰۰ سال نوری از زمین می‌چرخد. باتالیا به همراه مارک کلامپین، مدیر بخش اخترفیزیک ناسا، و استیون ال. فینکلستاین، استاد نجوم دانشگاه تگزاس در آستین، در سال ۲۰۲۲ در برابر کمیته علوم، فضا و فناوری مجلس نمایندگان، زیرکمیته فضا و هوانوردی شهادت دادند.
باتالیا و تیم علم انتشار زودهنگام سیارات فراخورشیدی گذری JWST در سال ۲۰۲۳ از تلسکوپ فضایی جیمز وب برای شناسایی بخار آب در جو WASP-18b و تهیه نقشه دمایی این سیاره هنگام عبور از پشت ستاره میزبان و ظهور مجدد از آن استفاده کردند.

## سخنرانی‌ها
باتالیا در سال ۲۰۱۶ سخنرانی «سیاره‌ای برای گلدیلاکس» را در تاک ات گوگل ارائه داد. او در سال ۲۰۱۹ سخنرانی «از جهان‌های گدازه‌ای تا جهان‌های زنده» را در اهداف رخنه ارائه داد.